# Григорьян, Мушег Авакович
Мушег Авакович Григорьян (25 сентября 1907, Шушикенд, Кавказское наместничество — 23 сентября 1969) — советский партийный и государственный деятель. Председатель исполнительного комитета Нагорно-Карабахского областного Совета (1944—1945).

## Биография
Мушег Григорьян родился 25 сентября 1907 года в селе Шушикенд Шушинского уезда Елизаветпольской губернии (сейчас в Ходжалинском районе Азербайджана).
Окончил Коммунистический университет трудящихся Востока в Москве.
В 1929—1932 годах находился на комсомольской и профсоюзной работе.
Был инструктором областного комитета КП(б) Азербайджана автономной области Нагорного Карабаха.
До 1938 года занимал пост секретаря Гадрутского райкома КП(б) Азербайджана в Нагорно-Карабахской автономной области, после чего был назначен секретарём Нагорно-Карабахского областного комитета КП(б) Азербайджана.
В 1944—1945 годах был председателем исполкома Нагорно-Карабахского областного Совета депутатов трудящихся.
В дальнейшем работал в ЦК КП(б) Азербайджана, находился на советской и хозяйственной работе в Баку. Преподавал историю КПСС в университете марксизма-ленинизма.
Умер 23 сентября 1969 года.
Награждён орденами Ленина и Отечественной войны 2-й степени (1945, за успешное выполнение государственного плана хлебозаготовок в 1944 году).